# Massacres de 2022 à Zamfara
 (septembre 2023).
Les massacres de 2022 à Zamfara sont survenus du 4 au 6 janvier 2022 lorsque plus de 200 personnes ont été tuées par des bandits dans l'État de Zamfara, au Nigeria. Il s’agit de l'attaque terroriste la plus meurtrière de l'histoire récente du Nigeria.